# Harold S. Ferguson
Pour les articles homonymes, voir Ferguson.
Harold Stuart Ferguson (1851-1921) est un planteur et zoologiste britannique qui passe la presque totalité de sa vie en Inde et plus particulièrement dans l'État princier du Travancore, aujourd'hui inclus dans le Kerala. Il s'est plus particulièrement intéressé à l'herpétologie et à la lépidoptérologie.
Il publie son premier article auprès de le Journal of the Bombay Natural History Society en 1891, seulement deux ans après avoir commencé sa collection. Il décrit 220 espèces de cette région jusqu'aux Ghâts occidentaux. Il est en contact avec le musée d'État de Thiruvananthapuram dès 1880 et est nommé directeur du musée en 1884. Il quitte ses fonctions et l'Inde en 1904.
Il est décoré de l'Ordre de l'Empire britannique.